# Rudolf Huber (Skirennläufer)
Rudolf Huber (* 20. Februar 1963 in Wagrain) ist ein ehemaliger österreichischer Skirennläufer. Er wurde 1981 Vize-Junioreneuropameister in der Abfahrt und Österreichischer Meister in der Kombination und erreichte von 1984 bis 1987 insgesamt sechs Top-10-Platzierungen im Weltcup.

## Biografie
Der anfangs als Allrounder geltende Huber gewann in der Saison 1979/80 die ersten Punkte im Europacup und feierte im selben Winter im Riesenslalom von Zwiesel seinen ersten Sieg. 1981 wurde er im jugoslawischen Skigebiet Stari vrh bei Škofja Loka Vize-Junioreneuropameister in der Abfahrt und gewann im selben Jahr die Österreichische Meisterschaft in der Kombination. Nach weiteren guten Resultaten im Europacup kam er 1983 in der Europacupabfahrt von Valloire schwer zu Sturz. Nach einer verletzungsbedingten Zwangspause war er ab der Saison 1983/84 vor allem in der Abfahrt erfolgreich. Er erreichte den dritten Platz in der Europacup-Abfahrtswertung und kam im März bei den Nordamerikarennen zu seinen ersten Weltcupeinsätzen.
Zu Beginn der Saison 1984/85 gewann Huber mit Platz acht in der Abfahrt auf der Saslong in Gröden seine ersten Weltcuppunkte. Im März fuhr er als Siebenter der Abfahrt von Aspen erneut in die Top 10 und kam damit im Abfahrtsweltcup auf Rang 19. Im Super-G holte er als Zwölfter in Furano ebenfalls Punkte, diese zählten aber damals noch zum Riesenslalomweltcup. In der Saison 1985/86 erreichte Huber beim Auftakt im August im argentinischen Las Leñas den sechsten Platz in der Abfahrt und fuhr im Jänner in der Abfahrt von Kitzbühel auf Platz zehn. Punkten konnte er auch als Zwölfter in der aus dem Slalom von Wengen und der Abfahrt in Åre gebildeten Kombination. Im nächsten Winter erzielte er seine besten Ergebnisse erst gegen Saisonende, als er in Furano Sechster in der Abfahrt und Zehnter im Super-G wurde. In der Saison 1987/88 fuhr Huber nicht mehr in die Weltcuppunkteränge. Er wurde aus dem Kader des Österreichischen Skiverbandes entlassen und beendete seine Karriere.
Huber absolvierte anschließend die staatliche Skilehrerausbildung und gründete in Wagrain eine Skischule. 2001 wurde er Renndirektor von Atomic. Nach zwölfjähriger Tätigkeit bei diesem Skihersteller war er ab April 2013 zwei Jahre lang Alpindirektor beim schweizerischen Verband Swiss-Ski.

## Erfolge

### Weltcup
- Sechs Platzierungen unter den besten zehn

### Junioreneuropameisterschaften
- Škofja Loka 1981: 2. Abfahrt

### Europacup
- Saison 1983/84: 3. Abfahrtswertung

### Österreichische Meisterschaften
- Österreichischer Meister in der Kombination 1981